# Língua crioula da Guiana
A língua crioula da Guiana (conhecida como creolese, por seus falantes, ou simplesmente guianês) é uma língua crioula de base inglesa falada por cerca de 650 mil pessoas, na Guiana (250 mil negros e 400 mil indianos e descendentes), principalmente em Georgetown, no litoral e ao longo do rio Rupununi.

## Características
O guianês é uma língua crioula de léxico inglês com influências do neerlandês, de línguas da África Ocidental, de línguas aruaques, do Caribe e em menor grau por línguas da Índia. É relacionada com as línguas dos Paramacanos e dos Aluku do Suriname e da Guiana Francesa.
Tal como acontece com outras línguas do Caribe, as palavras e frases do crioulo da Guiana são muito elástica, e novas palavras até podem ser feitas, alteradas ou evoluir dentro de um curto período de tempo. Eles também podem ser usadas dentro de um grupo muito pequeno, até serem incorporadas em definitivo à língua.
Diferentes grupos étnicos do país também são conhecidos por alterar ou incluir palavras de seus próprios fundos.

## Dialetos
Há muitos sub-dialetos do crioulo da guiana conforme sua localização geográfica, raça (hindus, ameríndios ou negros), vida rural ou urbana. Por exemplo, ao longo do rio Rupununi onde a população é em grande parte ameríndia, existe uma forma distinta do crioulo guianês, o dialeto dito Rupununi. A área urbana de Georgetown (a capital) tem um sotaque próprio, enquanto que a cerca de meia hora de carro a partir desta área as mudanças no dialeto/sotaque é percebida, especialmente seguindo o litoral, onde estão localizadas as vilas rurais, percebem-se sotaques bem diversificados.
Os dialetos mais conhecidos são: o afro-guianês, o já citado de Rupununi, o indo-guianês, que podem ser mutuamente inteligíveis com formas crioulas inglesas faladas em Trindade e Tobago (crioulo inglês de Trindade e crioulo inglês de Tobago) e mesmo com o inglês da Guiana e mesmo com a língua inglesa padrão. Dialetos de origem neerlandesa como o crioulo de Berbice e o quase extinto crioulo Skepi são inteligíveis pelos falantes do Rupununi.

## Falantes
Diferentes etnias do país são conhecidas por alterar ou incluir palavras de acordo com seu ambiente de vida. Um "continuum" de modos de falar que é função da estratificação do país se mostra entre o crioulo e o inglês básico. Como exemplo, veja-se a frase "I told him" (eu lhe disse) pode ser pronuciada de forma diversa em várias pontos desse continuum:
| Frase          | Forma de                                                   |
| -------------- | ---------------------------------------------------------- |
| [ai tɔuld hɪm] | “acrolect” – falantes de classe mais alta                  |
| [ai toːld hɪm] | ”mesolect” – falantes de classe média                      |
| [ai toːl ɪm]   | variantes mesolect – classe média e baixa de áreas urbanas |
| [ai tɛl ɪm]    | variantes mesolect – classe média e baixa de áreas urbanas |
| [a tɛl ɪm]     | variantes mesolect – classe média e baixa de áreas urbanas |
| [ai tɛl ɪ]     | variantes mesolect – classe média e baixa de áreas urbanas |
| [a tɛl i]      | variantes mesolect – classe média e baixa de áreas urbanas |
| [mi tɛl i]     | trabalhadores rurais                                       |
| [mi tɛl am]    | ”basilect” – analfabetos rurais.                           |

## Inglês nas escolas
A língua inglesa padrão ensinada nas escolas guianesas é a variedade britânica. Os guianeses falam inglês e crioulo guianês, aprendem a ler e escrever inglês nas escolas, porém, num sistema ligeiramente diferente da forma padrão.
É comum a repetição de adjetivos para ênfase em crioulo guianês, como para dizer “muito”, “demais”. Exemplos:
- "Dis wata de col col"  -  "This water is very cold" – Essa água está muito fria.
- "Come now now" - "come right now" – Venha imediatamente

## Exemplos de palavra e frases
Comparação com o inglês para que se perceba alguma semelhança
- a go do it - 'I will do it' (vou fazê-lo)
- dem a waan sting yu waan bil - 'they usually want to take money from you' (habitualmente querem tirar dinheiro de ti)
- evri de mi a ron a raisfil - 'Every day I hurry to the ricefield' (todo dia corro à lezíria)
- i bin get gon - 'he had the gun' (ele teve a arma)
- i wuda tek awi lil taim but awi bin go kom out seef - 'it would have taken us a little time but we would have come out all right' (teria demorado um bocadinho, mas teríamos saído bem)
- mi a wok abak - 'I'm working further inland' (trabalho mais no interior)
- suurin - uma forma de cortesia